# Anaida Poilievre
Anaida "Ana" Poilievre (née Galindo; Caracas, Venezuela, 5 de marzo de 1987) es una funcionaria política canadiense-venezolana y editora de revistas en línea.

## Infancia y educación
Anaida Galindo nació el 5 de marzo de 1987 en Caracas, Venezuela. Su padre ha sido director de banco. En 1995, cuando tenía ocho años, su familia se trasladó a Pointe-aux-Trembles, un barrio del este de Montreal, Quebec. En Montreal, su padre trabajaba recogiendo fruta y verdura en una granja.
Estudió comunicación en la Universidad de Ottawa.

## Carrera
Tras desempeñar funciones en el sector minorista y de atención al cliente, en 2008, con 20 años, fue contratada como asesora de asuntos parlamentarios en el Senado de Canadá antes de aceptar una posición en la Cámara de los Comunes de Canadá. En 2013, comenzó a trabajar para el entonces líder del Senado, Claude Carignan, como asesora de asuntos parlamentarios.
Es cofundadora de la revista de estilo de vida en línea Pretty and Smart Co.
En marzo de 2023, el teórico de la conspiración Chris Sky afirmó falsamente en Twitter que Poilievre era el director general de Switch Health, una empresa que obtuvo contratos del Gobierno de Canadá para realizar pruebas de COVID-19. Sky basó sus afirmaciones en los resultados del software de inteligencia artificial ChatGPT.

## Vida personal y opiniones

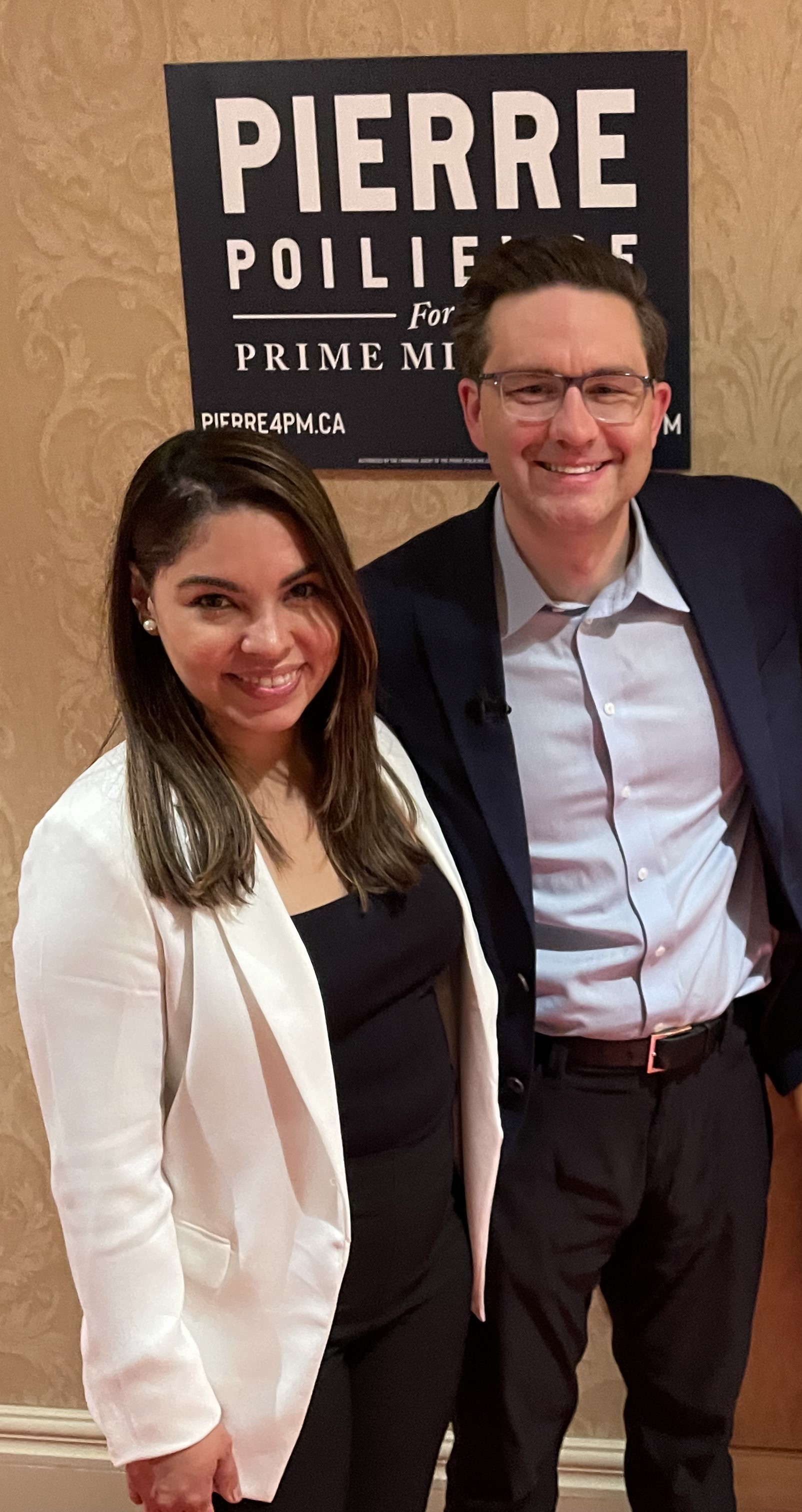
Poilievre con su marido en uno de sus mítines de campaña en abril de 2022.

Poilievre habla su lengua materna, el español, además de francés e inglés.En 2017 se casó con Pierre Poilievre, líder del Partido Conservador de Canadá, en Sintra, Portugal.
Al principio de la pandemia de COVID-19 apoyó las restricciones, pero más tarde se volvió crítica con las medidas de salud pública en Canadá.Ha formado parte activa de la vida política de Pierre, asistiendo a actos con él y apareciendo en una campaña promocional del Partido Conservador en agosto de 2023.
Poilievre y su marido tienen dos hijos. Poilievre y su familia viven en Greely, Ontario, y ella posee una propiedad de alquiler en Orleans, Ottawa.

## Amenaza de violación
En septiembre de 2022, Jeremy MacKenzie, líder de extrema derecha de la comunidad online Diagolon, comentó sobre violar a Anaida Poilievre.El esposo de Poilievre, Pierre Poilievre, denunció los comentarios a la Real Policía Montada de Canadá (RCMP). El primer ministro Justin Trudeau declaró: «Nadie debería ser nunca objeto de amenazas de violencia o del tipo de odio que hemos visto cada vez más (...) Es importante que todos nos levantemos y condenemos eso". La RCMP dijo que estaba revisando el informe.